# Ахметово (Аургазинський район)
Ахме́тово (рос. Ахметово, башк. Әхмәт) — присілок у складі Аургазинського району Башкортостану, Росія. Входить до складу Тукаєвської сільської ради.
Населення — 38 осіб (2010; 40 в 2002).
Національний склад:
- татари — 77%